# 阿里尼什鄉

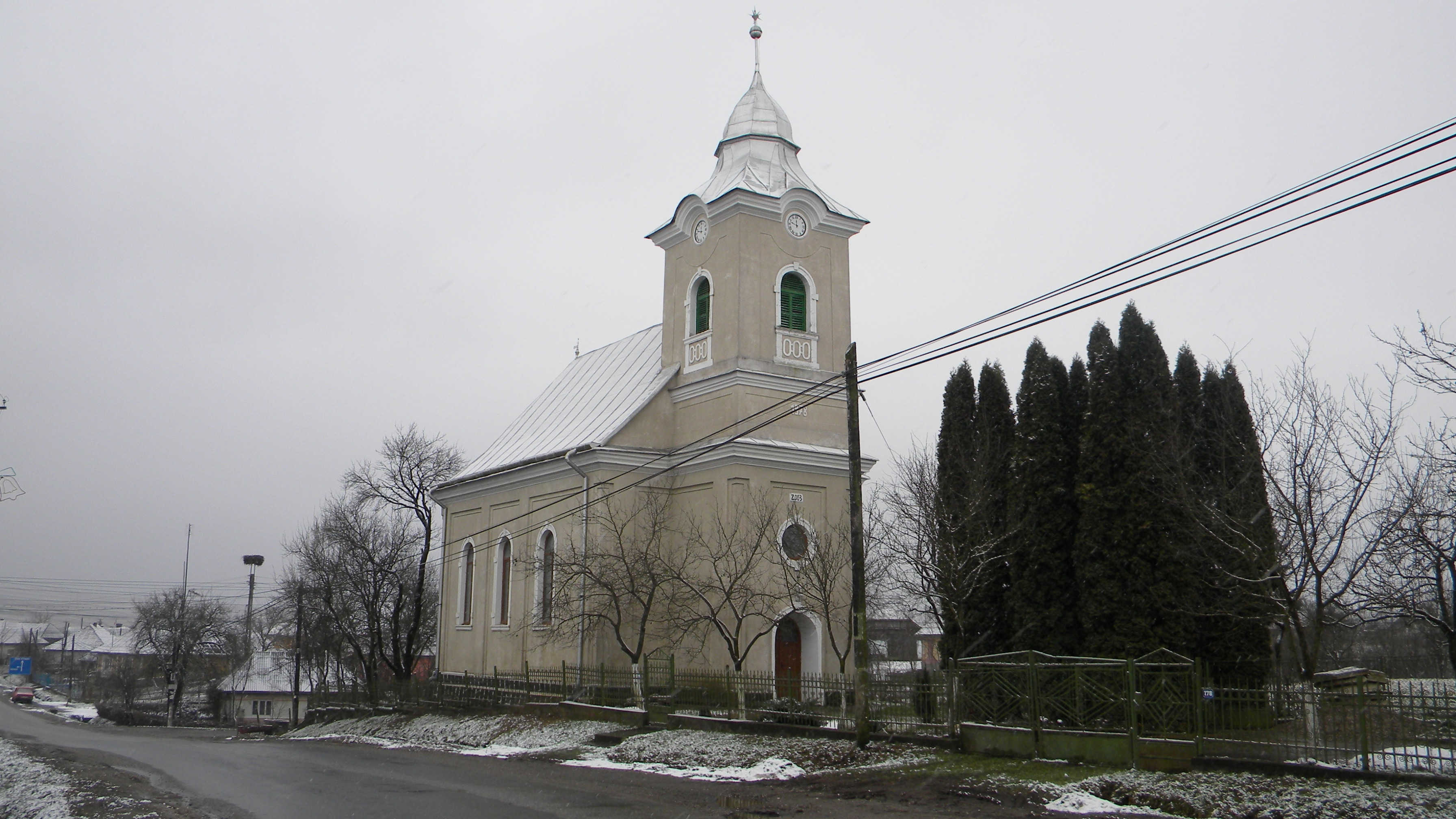

47°30′N 23°14′E / 47.500°N 23.233°E
阿里尼什鄉（羅馬尼亞語：Comuna Ariniș, Maramureș），是羅馬尼亞的鄉份，位於該國西北部，由馬拉穆列什縣負責管轄，面積27平方公里，海拔高度177米，2007年人口1,051，人口密度每平方公里39人。